# 佩里灣
66°8′S 132°49′E / 66.133°S 132.817°E
佩里灣（英語：Perry Bay）是南極洲的海灣，位於威爾克斯地，寬22公里，該海灣根據美國海軍拍攝的空中照片繪入地圖，現時由南極條約體系管理。